# Gouvernement Saad Hariri (1)
Pour les articles homonymes, voir Gouvernement Saad Hariri et Gouvernement Hariri.

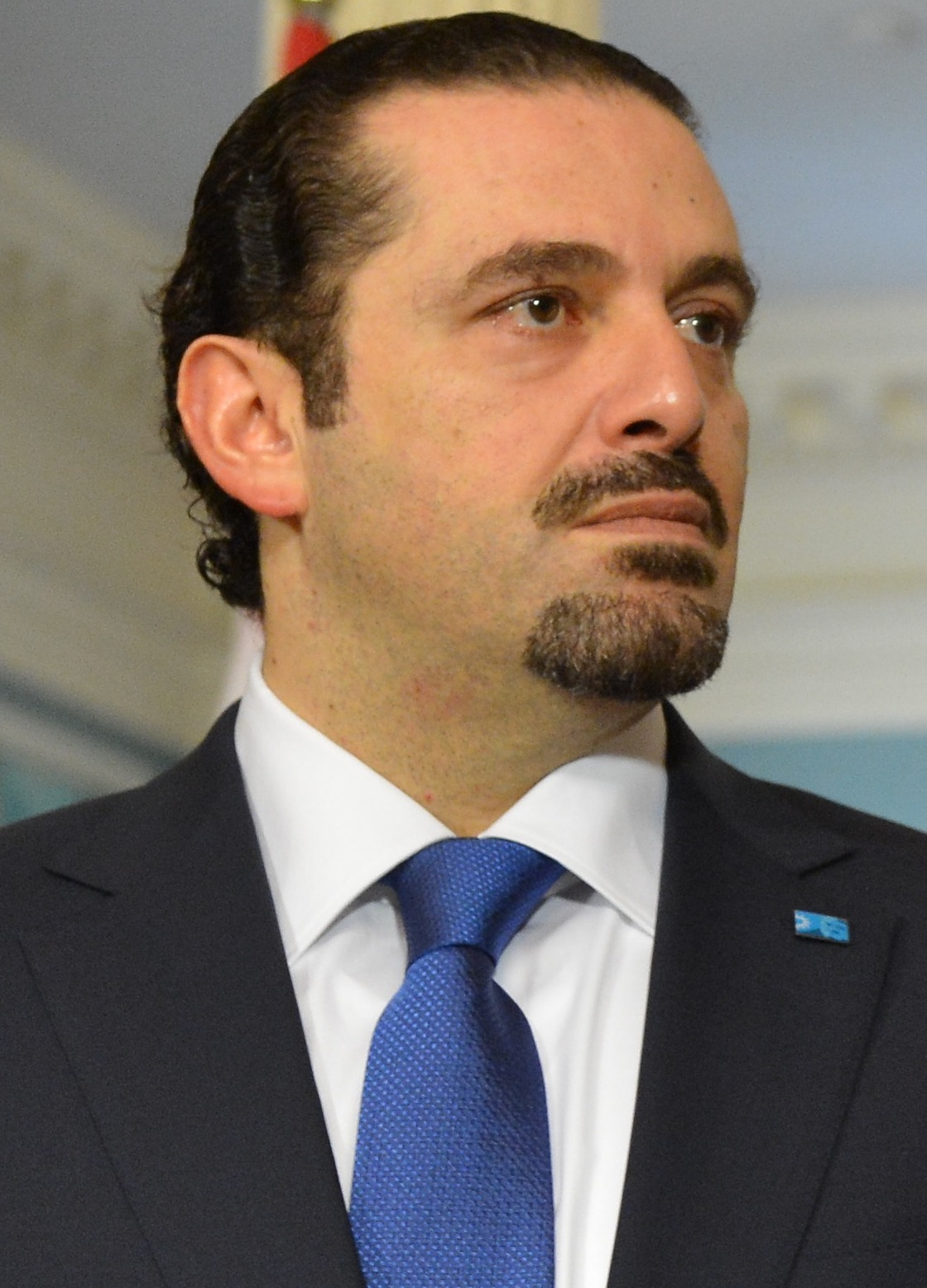
Saad Hariri en 2015

Le premier gouvernement Hariri est un gouvernement d'unité nationale mis en place par le président du Conseil des ministres libanais Saad Hariri en novembre 2009. Ce gouvernement a été précédé par le Gouvernement Siniora.
En novembre 2009, après cinq mois d’âpres négociations qui suivirent les Élections législatives libanaises de 2009, le président du Conseil des ministres libanais Saad Hariri a finalement formé un gouvernement d'unité nationale. Quinze ministres ont été choisis par la coalition du 14 mars de Hariri, dix par l'opposition, la dite coalition du 8 mars, et les cinq autres ministres par le Président Michel Sleiman. Cette formule donne au 14 mars la majorité des ministres, tout en  empêchant également l'opposition d'obtenir un droit de veto, qui exige 11 ministres. Ainsi, du moins en théorie, les ministres choisis par le président impartial Michel Sleiman ont un impact décisif sur la prise de décision. 
| Portefeuille                                                   | Ministre                              | Affinité politique                    |
| Quota présidentiel                                             |                                       |                                       |
| Ministère de l'Intérieur et des Municipalités                  | Ziad Baroud (maronite)                | Indépendant                           |
| Vice-président du Conseil des ministres Ministre de la Défense | Elias Murr (grec orthodoxe)           | Indépendant                           |
| Ministre d'État                                                | Adnan Kassar (sunnite)                | Indépendant                           |
| Ministre d'État                                                | Adnan Hussein (chiite)                | Indépendant                           |
| Ministre d'État                                                | Mona Ofeish (grec orthodoxe)          | Indépendant                           |
| Gouvernement (coalition du 14 mars)                            |                                       |                                       |
| Président du Conseil des ministres                             | Saad Hariri (sunnite)                 | Courant du futur                      |
| Ministre de l'Environnement                                    | Mohammad Rahhal (sunnite)             | Courant du futur                      |
| Ministre des Finances                                          | Raya Haffar al-Hassan (sunnite)       | Courant du futur                      |
| Ministre de l'Éducation                                        | Hassan Mneimneh (sunnite)             | Courant du futur                      |
| Ministre d'État                                                | Jean Oghassabian (arménien orthodoxe) | Courant du futur                      |
| Ministre de la Justice                                         | Ibrahim Najjar (grec orthodoxe)       | Forces libanaises                     |
| Ministre de la Culture                                         | Salim Wardé (grec catholique)         | Forces libanaises                     |
| Ministre de l'Économie et du Commerce                          | Mohammad Safadi (sunnite)             | Bloc tripolitain                      |
| Ministre des Affaires sociales                                 | Salim Sayegh (maronite)               | Phalanges libanaises                  |
| Ministre des Travaux publics                                   | Ghazi Aridi (druze)                   | Parti socialiste progressiste (Liban) |
| Ministre des Déplacés                                          | Akram Chehayeb (druze)                | Parti socialiste progressiste (Liban) |
| Ministre d'État                                                | Waël Abou Faour (druze)               | Parti socialiste progressiste (Liban) |
| Ministre du Travail                                            | Boutros Harb (maronite)               | 14 mars (Indépendant)                 |
| Ministre d'État                                                | Michel Pharaon (grec catholique)      | 14 mars (Indépendant)                 |
| Ministre de l'Information                                      | Tarek Mitri (grec orthodoxe)          | 14 mars (Indépendant)                 |
| Opposition                                                     |                                       |                                       |
| Ministre des Télécommunications                                | Charbel Nahas (grec catholique)       | Courant patriotique libre             |
| Ministère du Tourisme                                          | Fadi Abboud (maronite)                | Courant patriotique libre             |
| Ministre de l'Énergie et de l'eau                              | Cesar Abi Khalil                      |                                       |
| Ministre de l'Industrie                                        | Abraham Dedeyan (arménien orthodoxe)  | Parti Tachnag                         |
| Ministre d'État                                                | Youssef Saadeh (maronite)             | Parti Marada                          |
| Ministre des Affaires étrangères                               | Ali Shami (chiite)                    | Amal                                  |
| Ministre des Sports et de la Jeunesse                          | Ali Abdallah (chiite)                 | Amal                                  |
| Ministre de la Santé                                           | Mohammad Khalifé (chiite)\|Amal       |                                       |
| Ministre de l'Agriculture                                      | Hussein Hajj Hassan (chiite)          | Bloc du Hezbollah                     |
| Ministre d'État pour la réforme administrative                 | Mohammad Fneich (chiite)              | Bloc du Hezbollah                     |
| Source :,                                                      |                                       |                                       |

Après la démission des 10 ministres de l'opposition et du ministre Adnan Sayed Hussein qui représente le président de la république, le mercredi 12 janvier 2011, le gouvernement perd le tiers de ses ministres plus un ministre ce qui, selon la constitution, dissout le gouvernement et devient un gouvernement chargé de gérer les affaires courantes jusqu'à la formation d'un nouveau gouvernement.